# Naissance d'une passion
Naissance d'une passion est un roman de Michel Braudeau publié le 1er septembre 1985 aux éditions du Seuil et ayant reçu la même année le prix Médicis.

## Historique
Le roman est sur les listes finales du prix Goncourt mais s'incline au sixième tour de scrutin par quatre voix contre six voix aux Noces barbares de Yann Queffélec. Il reçoit quelques jours plus tard le prix Médicis.

## Éditions
- Naissance d'une passion, éditions du Seuil, 1985  (ISBN 2020088924).